# Coëtlogon
Coëtlogon era una comuna francesa que estaba situada en el departamento de Costas de Armor, de la región de Bretaña, que el 1 de enero de 2025 pasó a formar parte de la comuna nueva de Plumieux como comuna delegada.

## Historia
Fue creada en 1870 por segregación de terrenos pertenecientes a la comuna de Plumieux.

## Demografía
| Gráfica de evolución demográfica de Coëtlogon entre 1866 y 2022 |
|                                                                 |

Los datos demográficos contemplados en este gráfico de la comuna de Coëtlogon se han cogido de 1866 a 1999 de la página francesa EHESS/Cassini, y los demás datos de la página del INSEE.